# Percy Herbert
Percy Herbert (London, Egyesült Királyság, 1920. július 31. – Kent, 1992. december 6.) brit (angol) filmszínész, a második világháború utáni sikeres brit kaland- és háborús filmek gyakori, jellegzetes karakterszereplője. Megjelent a Folytassa-sorozat két filmjében is.

## Élete

### Ifjúkora, pályakezdése
A második világháború alatt a távol-keleti brit hadseregben, az utánpótlásért és műszaki támogatásért felelős hadtest kötelékében szolgált. Szingapúr eleste után japán fogságba esett, négy évet töltött a szingapúri Changi hadifogolytáborban. Túlélte a megpróbáltatásokat, a háború végén kiszabadult és hazatért Angliába. Sybil Thorndike színésznő (1882–1976) támogatásával ösztöndíjat szerzett a Royal Academy of Dramatic Art főiskolára. Ezt 1950-ben elvégezte és színpadi színészként kezdett dolgozni az Old Vic társulatánál, John Gielgud keze alatt.

### Színészi pályája
Az 1950-es évek elejétől kapott filmszerepeket. A világháborús győzelem nyomán ekkor a brit filmipar futószalagon gyártotta a mindenkit legyőző angol katonákról szóló, különböző színvonalú háborús kalandfilmeket és vígjátékokat. Három évtizedes pályafutása során Herbert csaknem hetven mozifilmben szerepelt, általában kemény fiúkat, zordon altiszteket, bátor katonákat alakított, a háborúban és a hadifogságban megélt tapasztalatai hiteles alakításokhoz segítették. 1957-ben szerepelt David Lean rendező Híd a Kwai folyón c. háborús filmdrámájában, Alec Guinnessszel, William Holdennel és Jack Hawkinsszal együtt. A forgatáson szaktanácsadóként is dolgozott, többek között ő javasolta, hogy a filmbe kerüljön be a híressé vált Bogey ezredes-induló, amelyet a brit hadifoglyok fütyülnek. Szerepelt az 1958-es Sea of Sand-ben, az 1960-as A dicsőség hangjaiban, az 1961-es Navarone ágyúiban, az 1964-es Guns at Batasi-ban, az 1967-es Tobrukban (magyarul „A Sivatagi Róka hadjárata” címen adták), és az 1978-as Vadlibákban, Roger Moore-ral, Richard Harrisszel és Richard Burtonnel.
Sikeres vígjátéki szerepeket vitt az 1957-es Barnacle Bill-ben Alec Guinnessszel, az 1967-es Casino Royale-ban Peter Sellersszel, és a Folytassa-sorozat két filmjében. Szerepelt fantasy-filmekben, mint az 1961-es Rejtelmes szigetben és az 1966-os Egymillió évvel ezelőtt-ben. Komoly drámai alakítást nyújtott a az 1964-es Becketben, Richard Burton, Peter O’Toole és John Gielgud mellett, az 1965-ös Bunny Lake hiányzik-ban, Laurence Olivier mellett. Sikeres brit tévésorozatokban is megjelent, így a húsz éven át futó Dixon of Dock Green-ben, a tizenhat éven át sugárzott Z Cars-ban, a Danger Man-ben, és Az Angyal kalandjaiban. Egy hollywoodi kiruccanás során szerepelt a rövid életű amerikai Cimarron Strip sorozatban is.

### Magánélete
Amy Lindsayt vette feleségül, három gyermekük született. Percy Herbert 1992. december 6-án hunyt el, szívinfarktus következtében, 72 éves korában.

## Főbb filmszerepei
- 1954: The Green Buddha, Casey O'Rourke
- 1955: Kacagó kocogó, avagy Pitkin visszatér a moziba (One Good Turn); bokszmeccs-néző
- 1955: Simba, telepes
- 1955: The Cockleshell Heroes, Marine Lomas
- 1957: Quatermass 2, Gorman
- 1957: Híd a Kwai folyón (The Bridge on the River Kwai); Grogan őrmester
- 1957: A démon éjszakája (Night of the Demon), farmer
- 1957: Barnacle Bill, Tommy
- 1958: Sea of Sand, White
- 1960: A dicsőség hangjai (Tunes of Glory), Riddick főtörzsőrmester
- 1960: Danger Man, tévésorozat, kocsmáros
- 1961: Navarone ágyúi (The Guns of Navarone); Grogan őrmester
- 1961: Rejtelmes sziget (Mysterious Island), Pencroft őrmester
- 1962: Lázadás a Bountyn (Mutiny on the Bounty), Matthew Quintal tengerész
- 1963: A betörő (The Cracksman), Nosher
- 1963: Dr. Syn kettős élete (Dr. Syn, Alias the Scarecrow), börtönőr a doveri kastélyban
- 1964: Folytassa, Jack! (Carry On Jack), Mr. Angel fedélzetmester (magyar szinkron: Mr. Jellem)
- 1964: Becket, a báró
- 1964: Guns at Batasi, Ben Parkin őrmester
- 1964: Hajrá, franciák! (Allez France!), Baxter ügynök
- 1964: Folytassa, Kleo! (Carry On Cleo), római katona
- 1962–1965: Az Angyal kalandjai (The Saint), tévésorozat, Tom Kane / Hoppy
- 1965: The Worker, tévésorozat, Mr. Whittaker
- 1965: Öt jómadár (Joey Boy), „Őrült” George Long
- 1965: Z Cars, tévésorozat, Tommy Schofield
- 1965: Bunny Lake hiányzik (Bunny Lake is Missing), rendőr
- 1965: Danger Man, tévésorozat, Bates őrmester
- 1965: Folytassa, cowboy! (Carry On Cowboy), Charlie, a kocsmáros
- 1966: Egymillió évvel ezelőtt (One Million Years B.C.), Sakana
- 1967: A Sivatagi Róka hadjárata (Tobruk), Dolan
- 1967: The Viking Queen, Catus
- 1967: Casino Royale, első dudás
- 1967: Night of the Big Heat, Gerald Foster
- 1967–1968: Cimarron Strip, amerikai tévésorozat, Angus MacGregor
- 1969: Királyi harc a Napért (The Royal Hunt of the Sun), Diego
- 1970: Megsemmisítését elrendelem (Too Late the Hero), Johnstone őrmester
- 1970: Még egyszer (One More Time), Mander
- 1971: Apacs kapitány (Captain Apache), Moon
- 1971: Man in the Wilderness, Fogarty
- 1971–1972: Justice, tévésorozat, Kellaway főfelügyelő
- 1973: Mackintosh embere (The MacKintosh Man), Taafe
- 1965–1974: Dixon of Dock Green, tévésorozat, Donovan detektív-főfelügyelő / Arthur Hanley
- 1975: Ellopták a dinoszauruszt (One of Our Dinosaurs Is Missing), Mr. Gibbons
- 1978: Vadlibák (The Wild Geese), Keith
- 1979: The London Connection, hajóskapitány
- 1980: Worzel Gummidge, tévésorozat, Mr. Oakshott
- 1980: Tengeri farkasok (The Sea Wolves), Dennison